# Belodon
Belodon (nombre que significa "diente de flecha") es un género extinto de fitosaurio, un tipo de reptil similar a un cocodrilo que vivió durante el Triásico. Sus fósiles han sido encontrados en Europa y otros lugares. La especie tipo, Belodon plieningeri, fue nombrada por el prolífico paleontólogo alemán Christian Erich Hermann von Meyer en 1844.
Se han nombrado a varias otras especies, entre ellas Belodon buceros (por Edward Drinker Cope en 1881), Belodon kapfii (von Meyer, 1861), Belodon lepturus (Cope, 1870), Belodon priscus (originalmente descrito como Compsosaurus priscus por Joseph Leidy en 1856), Belodon scolopax (Cope, 1881), y Belodon validus (Othniel Charles Marsh, 1893). Algunos paleontólogos de fines del siglo XIX y principios del XX creían que Belodon era un sinónimo de Phytosaurus o Machaeroprosopus.